# Proutia salicicolella
Proutia salicicolella är en fjärilsart som beskrevs av Otto Staudinger och Maximilian Ferdinand Wocke 1871. Proutia salicicolella ingår i släktet Proutia och familjen säckspinnare. Inga underarter finns listade i Catalogue of Life.